# فرهنگ اصطلاحات مالی و سرمایه‌گذاری
فرهنگ اصطلاحات مالی و سرمایه‌گذاری (به انگلیسی: AN ENGLISH – FARSI DICTIONARY OF FINANCE AND INVESTMENT) نام کتابی است از غلامرضا نظربلند، حسین عبده تبریزی و عبدالله کوثری که برای لغات تخصصی علم مالی معادل‌های فارسی ارائه می‌کند. در سال ۱۳۹۰، چاپ اول این کتاب در ۳۰۰۰ نسخه توسط انتشارات فرهنگ معاصر منتشر شده‌است. این کتاب با شمارهٔ شابک ۹۷۸-۶۰۰-۱۰۵۰-۳۳-۶ نزد بانک اطلاعاتی سازمان اسناد و کتابخانه ملی ایران به ثبت رسیده‌است.
کلیهٔ اطلاعات مربوط به این کتاب در وب‌گاه مستقل اینوستوپدیا در دسترس می‌باشد.